# Jo van der Heijden
Joseph Louis Charles (Jo) van der Heijden (Rotterdam, 17 februari 1893 - Den Haag, 23 mei 1952) was een Nederlandse burgemeester. Hij was lid van de Katholieke Volkspartij.

## Leven en werk
Van der Heijden werd in 1893 in Rotterdam geboren als zoon van tabakskoopman Charles Gerard Jean Marie van der Heijden (1868-1922) en Maria Elizabeth Dobbelmann (1870-1947). Na de afronding van zijn HBS-opleiding in Schiedam studeerde hij aan een handelsschool in het Duitse Osnabrück. Hij begon zijn loopbaan in het zakenleven als steenfabrikant. Van der Heijden trouwde op 18 januari 1921 te Nijmegen met Elisabeth Carolina Maria Terwindt (1896-1988), dochter van de steenfabrikant Arnoldus Petrus Alphonsus Terwindt (1860-1926) en Jacoba Arnolda Catharina van Wijck (1869-1949). In 1934 maakte hij de overstap naar de publieke sector. In dat jaar werd hij benoemd tot burgemeester van Denekamp. In 1939 was hij tevens waarnemend burgemeester van het naburige Ootmarsum. Tijdens de Tweede Wereldoorlog werd hij in 1942 door de Duitse bezetter ontslagen. In 1945 keerde hij terug als burgemeester van Denekamp. In 1951 werd hij benoemd tot burgemeester van het Zuid-Hollandse Rijswijk. Kort na zijn benoeming werd hij ziek. Hij overleed - nog geen jaar na zijn benoeming als burgemeester van Rijswijk - in mei 1952 op 59-jarige leeftijd in Den Haag.